# J. C. W. Beckham
J. C. W. Beckham (Bardstown, 1869. augusztus 5. – Louisville, 1940. január 9.) az Amerikai Egyesült Államok szenátora (Kentucky, 1915–1921).